# Haltestelle Schinznach Bad

Die Haltestelle Schinznach Bad ist eine Haltestelle der Schweizerischen Bundesbahnen im Dorf Schinznach-Bad im Kanton Aargau. Sie liegt an der Bahnstrecke Baden–Aarau zwischen Brugg und Wildegg auf dem Gebiet der Stadt Brugg. Das ehemalige Aufnahmegebäude aus dem Eröffnungsjahr 1858 gilt als schützenswerter Bau von besonderer Bedeutung für das Ortsbild.

## Geschichte
Die Station Schinznach-Bad wurde von der Schweizerischen Nordostbahn in der damaligen Gemeinde Birrenlauf für die Anreise zum Bad Schinznach an der Bahnstrecke Baden–Aarau errichtet und am 15. Mai 1858 eröffnet, zusammen mit der Bahnstrecke zwischen Brugg und Aarau. Der Oberingenieur der Nordostbahn August von Beckh entwarf 1857 einen Typenbau für die Aufnahmegebäude der mittelgrossen ländlichen Stationen Schinznach-Bad, Rupperswil und Wildegg, der aus einem giebelständigen Mauerbau mit Holz-Zierelementen mit in Schninznach Bad zwei Seitenflügeln, fallweise auch nur mit einem Seitenflügel, bestand und auch an der Bahnstrecke Turgi–Koblenz ausgeführt wurde.
Das Aufnahmegebäude von 1858 ist als schützenswerter Bau von besonderer Bedeutung für das Ortsbild in das Denkmalschutzinventar der Kantonalen Denkmalpflege Aargau eingetragen.

## Verkehr
Schinznach Bad wird von der Linie S29 der S-Bahn Aargau bedient:
- S 29 Sursee – Zofingen – Olten – Aarau – Wildegg – Brugg – Turgi

Seit Ende 2024 fährt auch eine Nacht-S-Bahn der S-Bahn Zürich:
- SN1 Aarau – Wildegg – Brugg – Dietikon – Zürich HB – Stettbach – Winterthur